# Arnold von Winckler
Arnold Feodor Alois Maria Gustav von Winckler (Neisse, 17. veljače 1856. -  Freienwalde na Odri, 24. srpnja 1945.) je bio njemački general i vojni zapovjednik. Tijekom Prvog svjetskog rata zapovijedao je s više korpusa, te 11. armijom na Zapadnom, Istočnom i Balkanskom bojištu. 

## Obitelj
Arnold von Winckler je rođen 17. veljače 1856. u Neissei (danas Nysa u Poljskoj). Sin je Ewalda Fedora von Wincklera, inače general poručnika u pruskoj vojsci, i Marie Caroline von Winckler rođ. Rheinbaben. Winckler je 1889. sklopio brak s Wandom von Walcke-Schuldt, kćeri Oskara von Walcke-Schuldta i Marie von Walcke-Schuldt rođ.Röper, s kojom je imao dvoje djece. 

## Vojna karijera
Winckler je u prusku vojsku stupio u travnju 1873. služeći u 1. šleskoj lovačkoj bojni "von Neumann" u Hirschbergu. Potom je premješten u 8. lovačku bojnu, da bi od listopada 1880. pohađao Prusku vojnu akademiju koju završava u ožujku 1884. godine. Te iste godine, u rujnu, promaknut je u čin poručnika. Čin satnika dostiže u listopadu 1889., dok je u rujnu 1896. unaprijeđen u čin bojnika. Od 1900. zapovijeda bojnom u 1. gardijskoj grenadirskoj pukovniji "Kaiser Alexander". Istom zapovijeda iduće dvije godine, do svibnja 1902., kada je imenovan zapovjednikom Gardijske streljačke bojne u Berlinu. U travnju 1903. promaknut je u čin potpukovnika, nakon čega od lipnja 1906. zapovijeda 5. turinškom pješačkom pukovnijom "Grossherzog von Sachen" smještenom u Weimaru. U međuvremenu je, u travnju 1906., unaprijeđen u čin pukovnika.
U ožujku 1910. postaje zapovjednikom 57. pješačke brigade sa sjedištem u Freiburgu. Istodobno je promaknut u čin general bojnika. Predmetnom brigadom zapovijeda do travnja 1911. kada je imenovan glavnim inspektorom pješačke obuke. Navedenu dužnost obnaša do listopada 1912. kada je imenovan zapovjednikom 2. gardijske pješačke divizije smještene u Berlinu na čijem čelu dočekuje i početak Prvog svjetskog rata. Istodobno s tim imenovanjem unaprijeđen je u čin general poručnika.

## Prvi svjetski rat
Na početku Prvog svjetskog rata 2. gardijska pješačka divizija bila je u sastavu njemačke 2. armije kojom je na Zapadnom bojištu zapovijedao Karl von Bülow. Zapovijedajući navedenom divizijom Winckler sudjeluje u opsadi Namura i Prvoj bitci na Marni. Nakon toga 2. gardijska pješačka divizija premještena je na Istočno bojište, gdje Winckler sudjeluje u ofenzivi Gorlice-Tarnow. U lipnju 1915. Winckler dobiva zapovjedništvo nad XXXXI. pričuvnim korpusom da bi tri mjeseca poslije, u rujnu 1915., postao zapovjednikom IV. pričuvnog korpusa kojim je sudjelovao u invaziji na Srbiju. Za zapovijedanje u navedenoj invaziji Winckler je 27. studenog 1915. odlikovan ordenom Pour le Mérite.
U kolovozu 1916. Winckler zamjenjuje Maxa von Gallwitza na mjestu zapovjednika 11. armije u čijem su sastavu, osim njemačkih, bile i bugarske divizije. Zapovijedajući navedenom armijom sudjeluje u zaustavljanju savezničke ofenzive na Bitolu. Nakon što je u ožujku 1917. unaprijeđen u generala pješaštva, u lipnju te iste godine postaje zapovjednikom I. korpusa koji se nalazio na Istočnom bojištu. Zapovijedajući navedenim korpusom sudjeluje u slamanju Kerenskijeve ofenzive i protuofenzivi koja je nakon toga uslijedila i koja je okončana zauzimanjem Tarnopola. Nakon primirja na Istočnom bojištu, u veljači 1918. postaje zapovjednikom XXV. pričuvnog korpusa s kojim sudjeluje na Zapadnom bojištu u Proljetnoj ofenzivi, te nakon toga u pokušaju da se zaustavi saveznička Ofenziva od 100 dana.  

## Poslije rata
Nakon završetka rata Winckler je početkom 1919. umirovljen. Preminuo je 24. srpnja 1945. godine u 90. godini života u Freienwaldeu na Odri .

## Vanjske poveznice
(eng.) Arnold von Winckler na stranici Prussianmachine.com

(rus.) Arnold von Winckler na stranici Hrono.info

(njem.) Arnold von Winckler na stranici Deutschland14-18.de  Arhivirana inačica izvorne stranice od 4. ožujka 2016. (Wayback Machine)
| Prethodnik:      | Zapovjednik 11. armije Arnold von Winckler | Nasljednik:      |
| Max von Gallwitz | Zapovjednik 11. armije Arnold von Winckler | Kuno von Steuben |